# 259 a.C.

## Eventos
- Lúcio Cornélio Cipião e Caio Aquílio Floro, cônsules romanos. O primeiro liderou a frota no ataque às ilhas e o segundo, o exército na campanha na Sicília.
- Primeira guerra púnica - A guerra em terra estende-se à Sardenha e Córsega.